# Siphona lindneri
Siphona lindneri är en tvåvingeart som beskrevs av Louis-Paul Mesnil 1959. Siphona lindneri ingår i släktet Siphona och familjen parasitflugor.
Artens utbredningsområde är Tanzania. Inga underarter finns listade i Catalogue of Life.